# Amorino
Amorino es una empresa de helados italianos de Orly. La empresa se fundó en 2002 por Cristiano Sereni y Paolo Benassi. Desde entonces se ha expandido internacionalmente por distintas zonas de Europa, Asia, Estados Unidos y México.

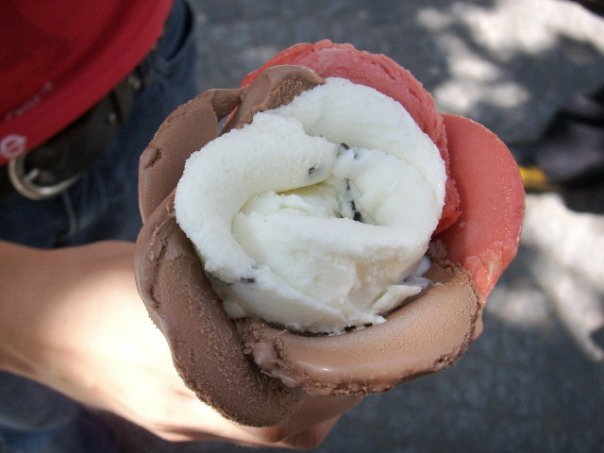
Especialidad de cono de gelato

## Amplía información
- Berretta, Davide (3 de julio de 2008). «Gelato Goes Gourmet». The Wall Street Journal. Consultado el 10 de septiembre de 2015.